# Krokom
Krokom ist ein Ort (Tätort) in der schwedischen Provinz Jämtlands län bzw. in der historischen Provinz Jämtland. Krokom ist Hauptort der gleichnamigen Gemeinde.
Krokom liegt etwa 20 Kilometer nördlich von Östersund an der Europastraße 14 sowie an der Mittbanan. Im Jahr 2015 hatte der Ort 1953 Einwohner auf einer Fläche von 160 Hektar. Der größte Arbeitgeber ist der öffentliche Sektor.

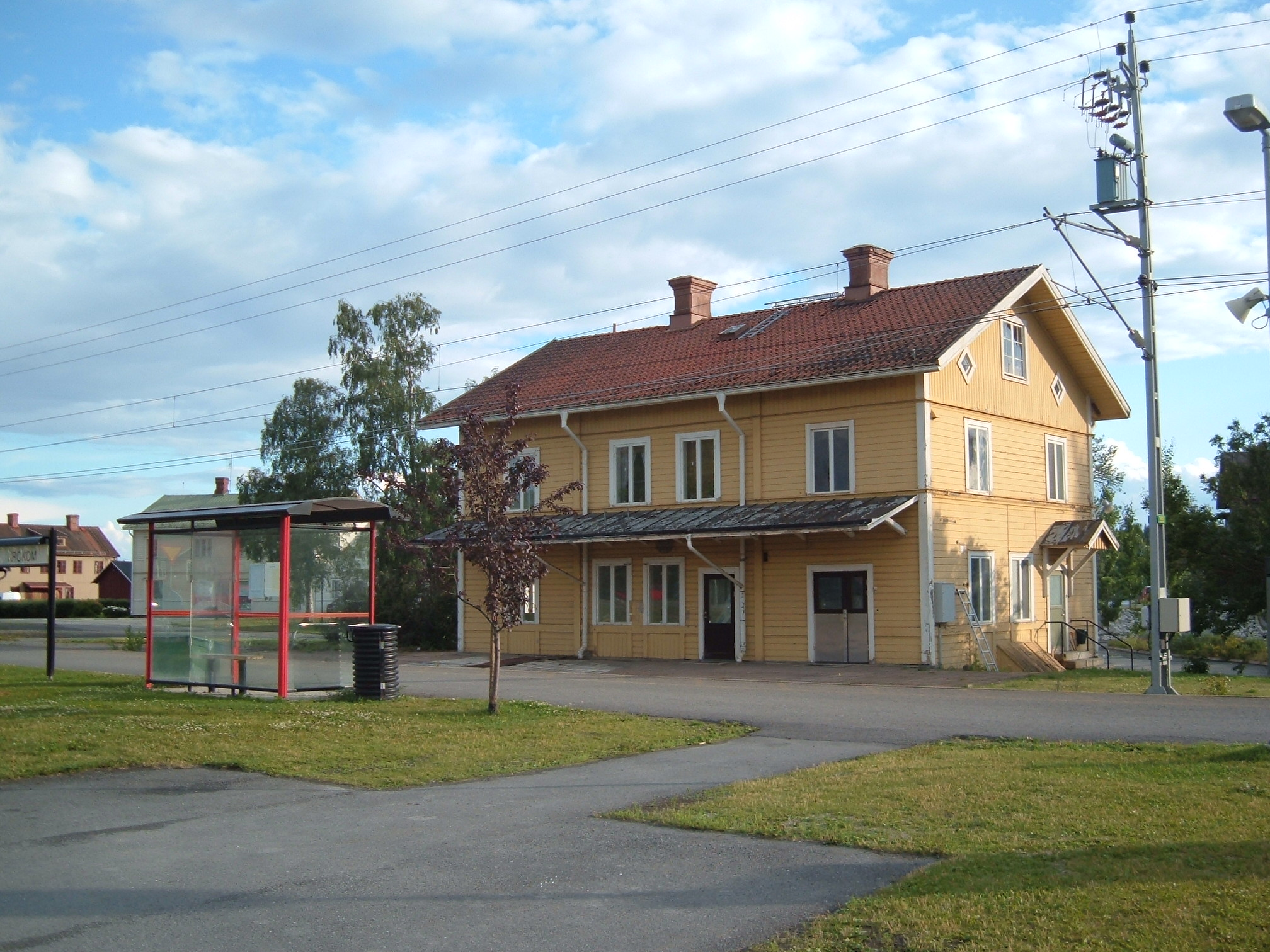
Bahnhofsgebäude Krokom
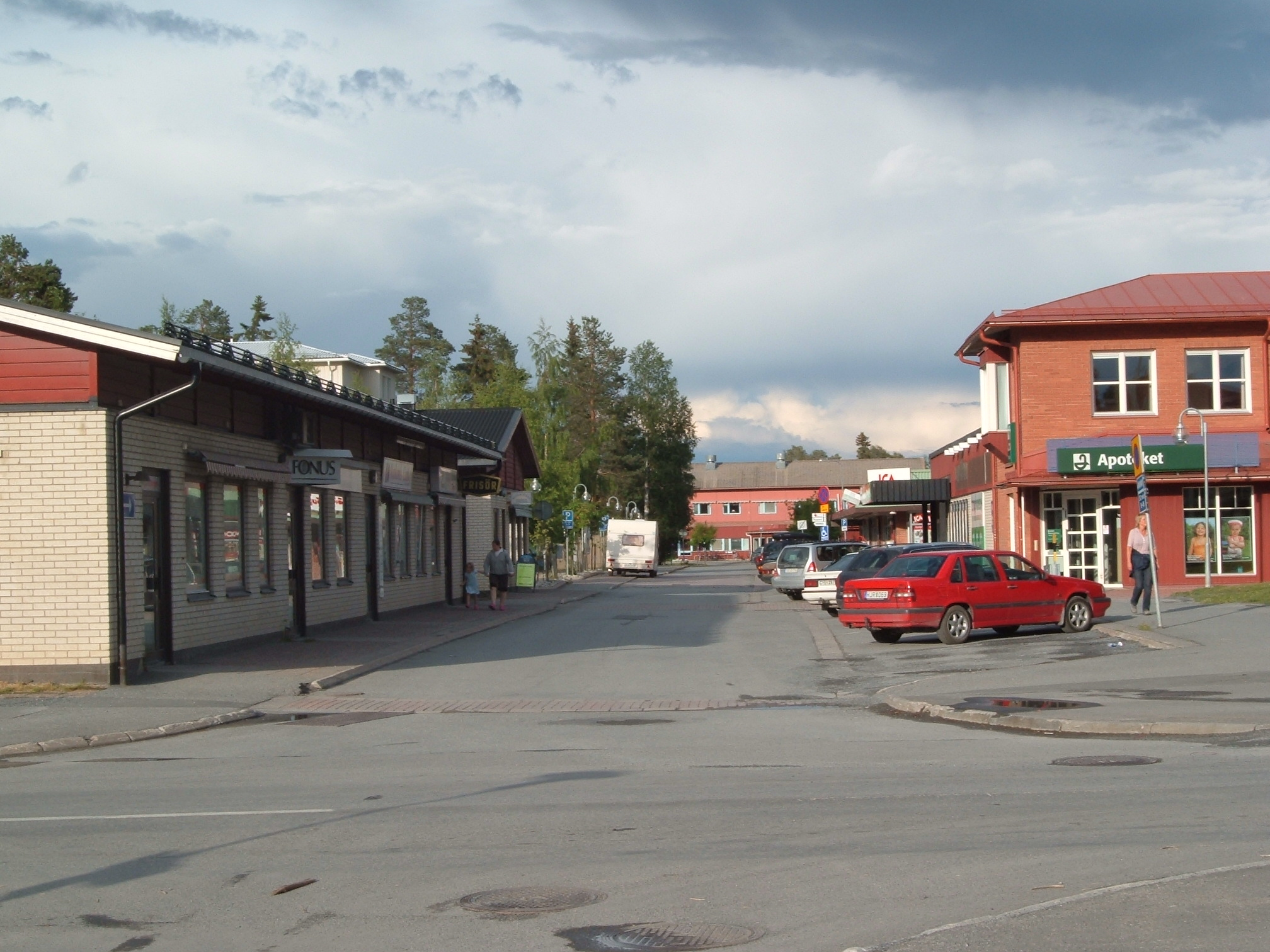
Zentrum
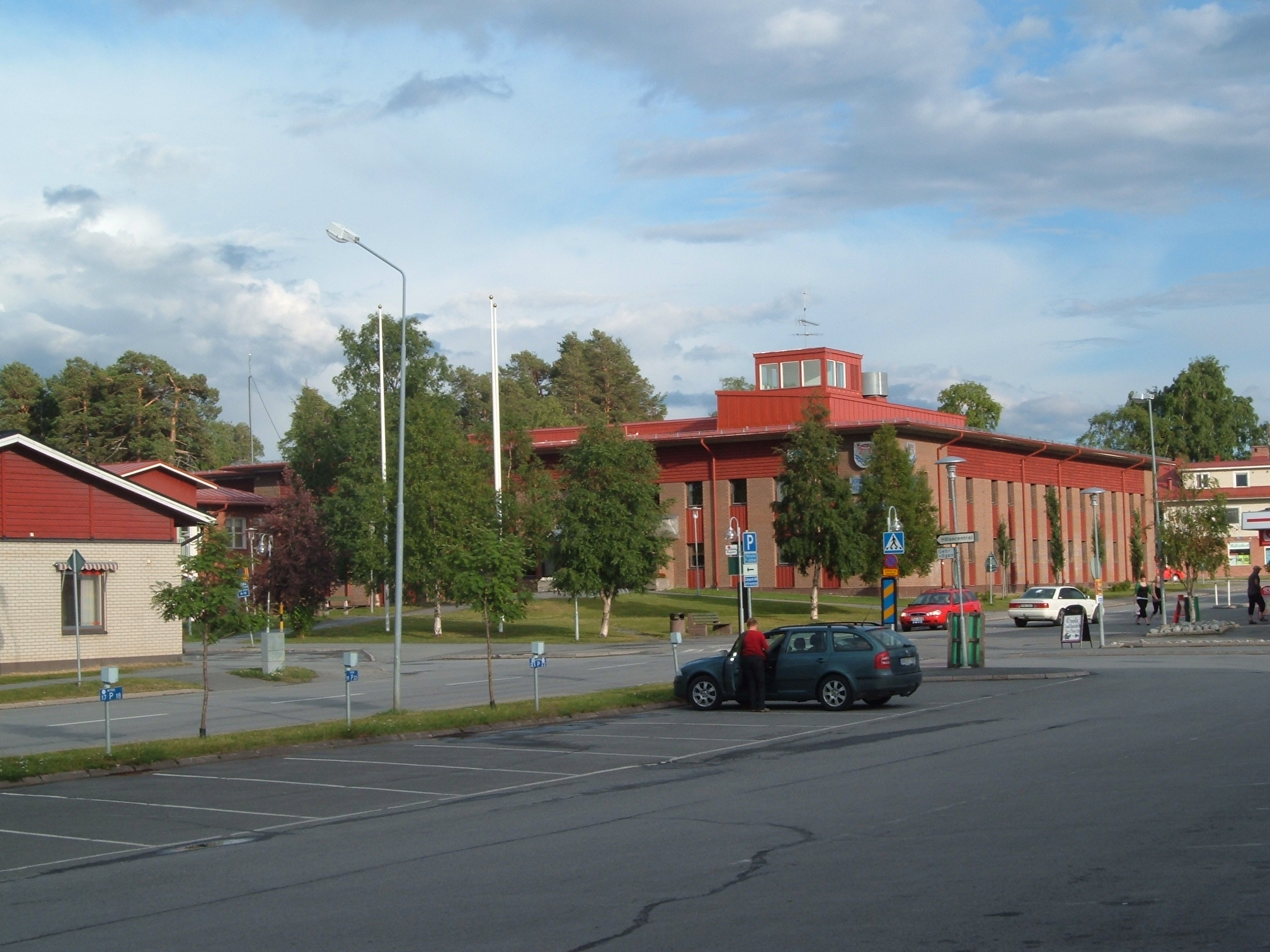
Gemeindeverwaltung